# 假海龜
假海龜（英語：Mock Turtle）是英國作家路易斯·卡羅在兒童奇幻小說《愛麗絲夢遊仙境》裡創作的一個虛構角色和生物，其名字源自於維多利亞時代流行的假海龜湯（Mock turtle soup）。
在約翰·坦尼爾繪製的插圖裡，假海龜有類似小牛的頭與腳和一條長尾巴，但也具備著海龜特徵的殼跟鰭。

## 故事
在《愛麗絲夢遊仙境》第九章的〈假海龜的故事〉裡，紅心王后命令一隻鷹首獅身獸帶著愛麗絲去找這隻假海龜，當時他正坐在一塊岩石上，樣子看上去十分悲傷和憂鬱。當愛麗絲正好奇他的傷心事究竟是什麼時，一旁的鷹首獅身獸卻聲稱那都是他的妄想。假海龜向愛麗絲講起了他小時在海洋學校上課的故事，最後還唱起了一首名叫《海龜湯》的歌；後來由於愛麗絲想要去參與審判的緣故，便從假海龜身旁離開了。

## 改編
1931年的《愛麗絲夢遊仙境》電影版本裡，假海龜的角色由Gus Alexander飾演。
在提姆·波頓執導的2010年電影中，假海龜的角色雖然沒有正式出場，但有一張該角色的畫像被掛在紅心王后宮殿內，瘋帽客作帽子的房間內的牆上。

## 其他影響
一顆1994年發現的小行星被以假海龜的名字命名為「8889 Mockturtle」。

## 外部連結
- 互联网电影数据库上假海龜的资料（英文）